# أسود أو أبيض
أسود وأبيض (بالإنجليزية: Black or White)‏ هي أغنية منفردة للمغني الأمريكي مايكل جاكسون الأغنية أنتجت من طرف شركة إبك ريكوردز في 11 نوفمبر 1991 كأول سينجل من ألبوم مايكل جاكسون الثامن دينجرس. كتبت ولحنت من طرف جاكسون وبيل بوترل. وهي دعوة غنائية لمحاربة العنصرية.

## وصلة خارجية
- كلمات الأغنية الكاملة على مترولايركس